# 鹿追駅
鹿追駅（しかおいえき）は、かつて北海道河東郡鹿追町鹿追にあった北海道拓殖鉄道の駅である。同鉄道の廃止に伴い廃駅となった。

## 概要
新得駅を除き当鉄道沿線で最多の人口を有する鹿追市街地の北端に開設された中核駅。当市街地としては1926年（大正15年）に地方鉄道（旧・日本甜菜製糖専用軌道の停留所としては1921年（大正10年）に開設）として河西鉄道（後の十勝鉄道清水部線）の鹿追駅が万代橋を挟んで然別川の対岸に開設されており、2km以上離れた互いの連絡程度は不明だが、十勝鉄道廃止の1951年（昭和26年）までの23年間、2つの旅客取扱い駅があった。

## 歴史
- 1928年（昭和3年）12月15日 - 新得 - 当駅間開業に伴い開設。一般駅[2]。
- 1929年（昭和4年）11月26日 - 当駅 - 中音更駅延伸開業。中間駅となる。
- 1932年（昭和7年）12月23日 - 農業倉庫向け側線敷設[3]。
- 1933年（昭和8年）9月12日 - 機関車方向転換用のY線（デルタ線）を当駅から中音更駅へ移設[4]。
- 1968年（昭和43年）
  - 2月10日 - 屈足 - 瓜幕間休止に伴い営業休止。
  - 10月1日 - 北海道拓殖鉄道廃止に伴い廃駅。

## 駅名の由来
当地の地域名に由来する。当地はアイヌ語で鹿打ち弓の仕掛け処を意味するクテク・ウシと呼ばれていた。この意味から鹿を追う猟場、「鹿追」という意訳が生まれて地域名となった。

## 駅構造
- 交換設備を有する[5]一般駅。
- 駅舎は新得に向かって右手（西側）に位置していた。
- 駅舎横瓜幕側に貨物積卸場と引込線を有していた。貨物積卸場に接して農協倉庫と木工所があった。
- 駅裏に機関車方向転換用のY線（デルタ線）があったが、後に撤去されている。

## 駅周辺
当駅が開業した頃は市街地から外れた新興地区であった。
- JA鹿追町本所
- 鹿追中学校（当鉄道廃線後に当地に移転）
- 総合スポーツセンター（廃線後）

## 廃止後の現状
- 旧駅構内屈足側に当たる敷地が鹿青公園として整備され、当鉄道で活躍した国鉄8620形蒸気機関車の8622号機が展示されている。

- 駅舎は廃止前から北海道拓殖バスの営業所を兼ねていたが、廃駅後は同バスの鹿追営業所として利用された。なお同営業所は現在も同地で営業を続けている。

## 隣の駅
北海道拓殖鉄道
北海道拓殖鉄道線
中鹿追駅 - 鹿追駅 - 北笹川駅